# Planetella fenestra
Planetella fenestra är en tvåvingeart som först beskrevs av Ephraim Porter Felt 1915.  Planetella fenestra ingår i släktet Planetella och familjen gallmyggor.
Artens utbredningsområde är New York. Inga underarter finns listade i Catalogue of Life.